# Міллкрік (Юта)
Міллкрік (англ. Millcreek) — місто (англ. city) в США, в окрузі Солт-Лейк штату Юта. Населення — 63 380 осіб (2020).

## Географія
Міллкрік розташований за координатами 40°41′19″ пн. ш. 111°49′41″ зх. д. / 40.68861° пн. ш. 111.82806° зх. д. (40.688733, -111.827983).  За даними Бюро перепису населення США в 2010 році місто мало площу 35,36 км², уся площа — суходіл. В 2017 році площа становила 33,05 км², уся площа — суходіл.

## Демографія
Згідно з переписом 2010 року, у переписній місцевості мешкало 62 139 осіб у 24 633 домогосподарствах у складі 15 474 родин. Густота населення становила 1757 осіб/км².  Було 26203 помешкання (741/км²).
Расовий склад населення:
| - 87,2 % — білих - 3,6 % — азіатів - 1,7 % — чорних або афроамериканців - 0,8 % — корінних американців - 0,6 % — вихідців з тихоокеанських островів - 3,2 % — осіб інших рас |

До двох чи більше рас належало 2,9 %. Частка іспаномовних становила 8,4 % від усіх жителів.
За віковим діапазоном населення розподілялося таким чином: 23,1 % — особи молодші 18 років, 61,1 % — особи у віці 18—64 років, 15,8 % — особи у віці 65 років та старші. Медіана віку мешканця становила 35,3 року. На 100 осіб жіночої статі у переписній місцевості припадало 92,7 чоловіків;  на 100 жінок у віці від 18 років та старших — 89,9 чоловіків також старших 18 років.
Середній дохід на одне домашнє господарство  становив 79 113 долари США (медіана — 57 672), а середній дохід на одну сім'ю — 96 026 доларів (медіана — 71 530). Медіана доходів становила 51 684 долари для чоловіків та 37 649 доларів для жінок. За межею бідності перебувало 10,8 % осіб, у тому числі 15,3 % дітей у віці до 18 років та 7,8 % осіб у віці 65 років та старших.
Цивільне працевлаштоване населення становило 31 233 особи. Основні галузі зайнятості: освіта, охорона здоров'я та соціальна допомога — 24,8 %, науковці, спеціалісти, менеджери — 13,8 %, роздрібна торгівля — 12,5 %.